# Fusilli
Fusilli, på dansk nogle gange kaldet skruer, er en type pasta, der er formet som en proptrækker eller helix. Ordet fusilli stammer sandsynligvis fra fuso ("spinde"), da de traditionelt blev "spundet" ved at presse og rulle dem over en tynd stav, for at fremkalde formen.
Udover fuldkornsversioner, som også findes med mange andre typer pasta, så findes fusilli også i farvede varianter, hvor ingredienser puttes i dejen for at give farve og nogle gange også smag, f.eks. rødbede eller tomat for at få rød, spinat for at få grøn, og blæksprutteblæk for at få sort.
I USA kaldes de også for rotini.